# 도안 유
도안 유(일본어: 堂安 憂, 1995년 12월 14일~)는 일본의 축구 선수이다.

## 구단 경력
그는 2018년 J3리그의 AC 나가노 파르세이루에 입단했다. 2019년까지 37경기에 출전하여, 6득점을 넣었다. 2020년 일본 지역 리그의 오코시야스 교토 AC로 이적했다. 2020년후 현역 은퇴.